# Torneo de Tokio 2009
El Torneo de Tokio 2009 fue un evento de tenis que se disputó en Tokio, Japón, que se jugó entre el 5 de octubre y el 11 de octubre de 2009.

## Campeones
- Individuales masculinos:  Jo-Wilfried Tsonga derrota a   Mijaíl Yuzhny, 6–3, 6–3.

- Dobles masculinos:  Julian Knowle /  Jürgen Melzer   derrotan a  Ross Hutchins /  Jordan Kerr, 6–2, 5–7, [10–8].